# Rhacochelifer barkhamae
Rhacochelifer barkhamae es una especie de arácnido del orden Pseudoscorpionida de la familia Cheliferidae.

## Distribución geográfica
Se encuentra en Arabia Saudita.